# Ossé
Ossé település Franciaországban, Ille-et-Vilaine megyében. Lakosainak száma 1259 fő (2018. január 1.). Ossé Châteaugiron, Domagné, Saint-Aubin-du-Pavail és Noyal-sur-Vilaine községekkel határos.

## Népesség
A település népességének változása:
| Lakosok száma | 442  | 420  | 630  | 705  | 772  | 1191 | 1189 | 1185 | 1238 | 1259 |
|               | 1968 | 1975 | 1982 | 1990 | 1999 | 2011 | 2013 | 2015 | 2017 | 2018 |